# Eddie Hopkinson
Edward Hopkinson (Wheatley Hill, 1935. október 29. – 2004. április 25.) angol labdarúgókapus, edző.
Az angol válogatott tagjaként részt vett az 1958-as labdarúgó-világbajnokságon.